# Championnat d'Afrique du Sud de hockey sur glace
Le Gauteng 1st Division est le meilleur niveau de hockey sur glace en Afrique du Sud il y a 3 équipes dans la ligue.

## Équipes
- Capitals de Pretoria
- Kings du Cap
- Wildcats de Gauteng

## Champions
| - 1962 : Lions Johannesburg - 1963 : Not contested - 1964 : Wembley Lions Johannesburg - 1965 : Swiss Bears Johannesburg - 1966 : Swiss Bears Johannesburg - 1967 : Not contested - 1968 : Swiss Bears Johannesburg - 1969 : Canadian Hush Poppies Johannesburg - 1970 : Maple Leafs Johannesburg - 1971 : Edelweis Johannesburg - 1972 : Swiss Bears Johannesburg - 1973 : Swiss Bears Johannesburg - 1974 : Jungle Jets Johannesburg - 1975 : Jungle Jets Johannesburg - 1976 : Maple Leafs Johannesburg - 1977 : Maple Leafs Johannesburg - 1978 : North Stars Pretoria - 1979 : Flyers Roodenpoort - 1980 : Flyers Roodenpoort - 1981 : Flyers Roodenpoort - 1982 : Bullets Benoni - 1983 : North Stars Pretoria - 1984 : North Stars Pretoria - 1985 : Johannesburg Bullets - 1986 : Flyers Roodenpoort | - 1987 : Flyers Johannesburg - 1988 : Flyers Johannesburg - 1989 : Johannesburg Bullets - 1990 : Johannesburg Bullets - 1991 : Flyers Roodenpoort - 1992 : Flyers Roodenpoort - 1993 : Flyers Roodenpoort - 1994 : Can-Ams Johannesburg - 1995 : Can-Ams Johannesburg - 1996 : Can-Ams Johannesburg - 1997 : Pretoria Capitals - 1998 : Pretoria Capitals - 1999 : Wildcats Krugersdorp - 2000 : Wildcats Krugersdorp - 2001 : Ama-Horney Pretoria - 2002 : Wildcats Krugersdorp - 2003 : Wildcats Krugersdorp - 2004 : Not contested - 2005 : Ama-Horney Pretoria - 2006 : Warriors Pretoria - 2007 : Wildcats Krugersdorp - 2008 : Scorpions Kempton Park - 2009 : Scorpions Kempton Park - 2010 : Gauteng - 2011 : Gauteng Miners - 2012 : Cape Town Penguins - 2013 : - 2014 : - 2015 : Wildcats de Gauteng |